# Romeinse brug (Vaison-la-Romaine)

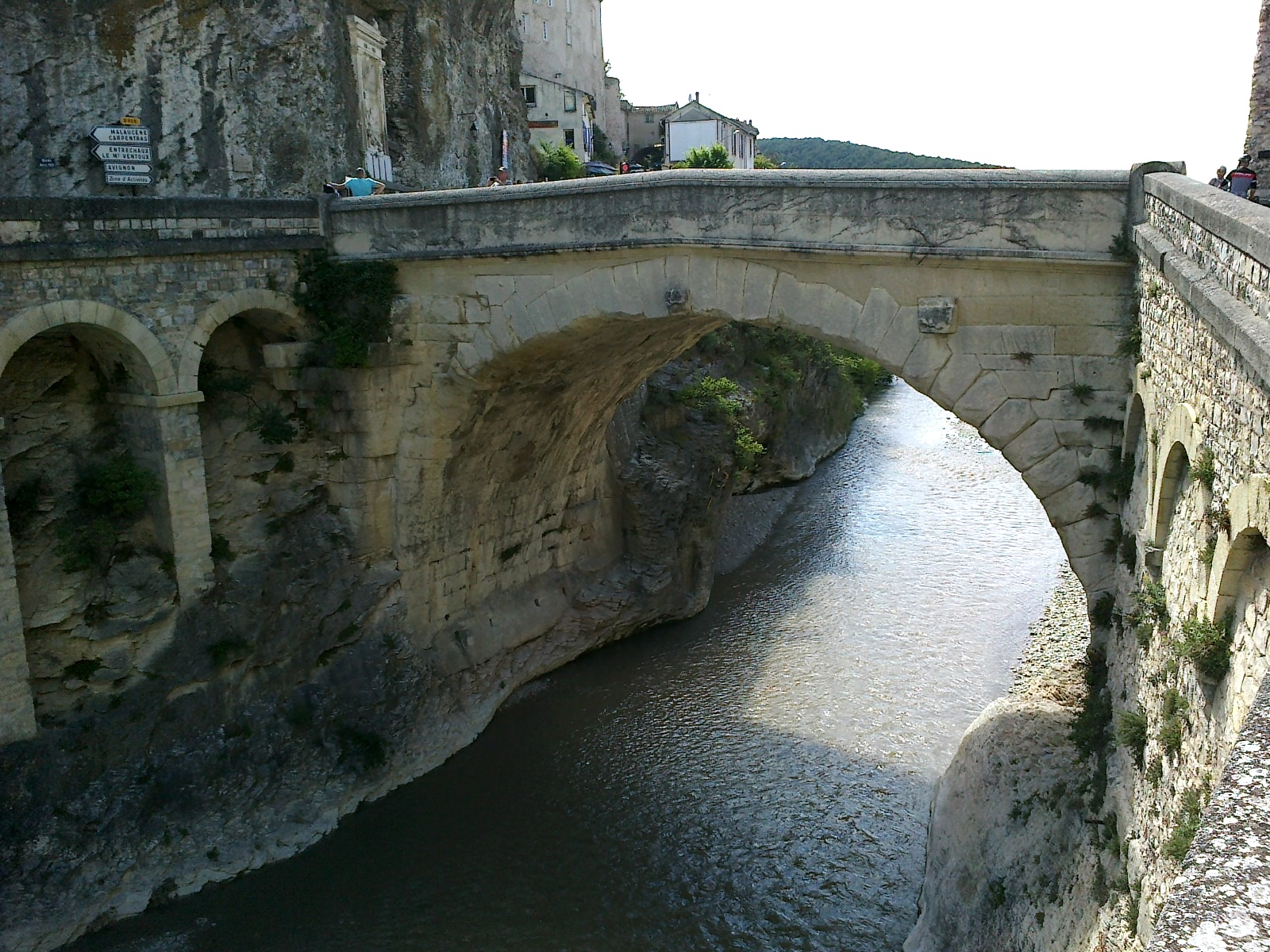
De Romeinen bouwden de brug van Vaison-la-Romaine

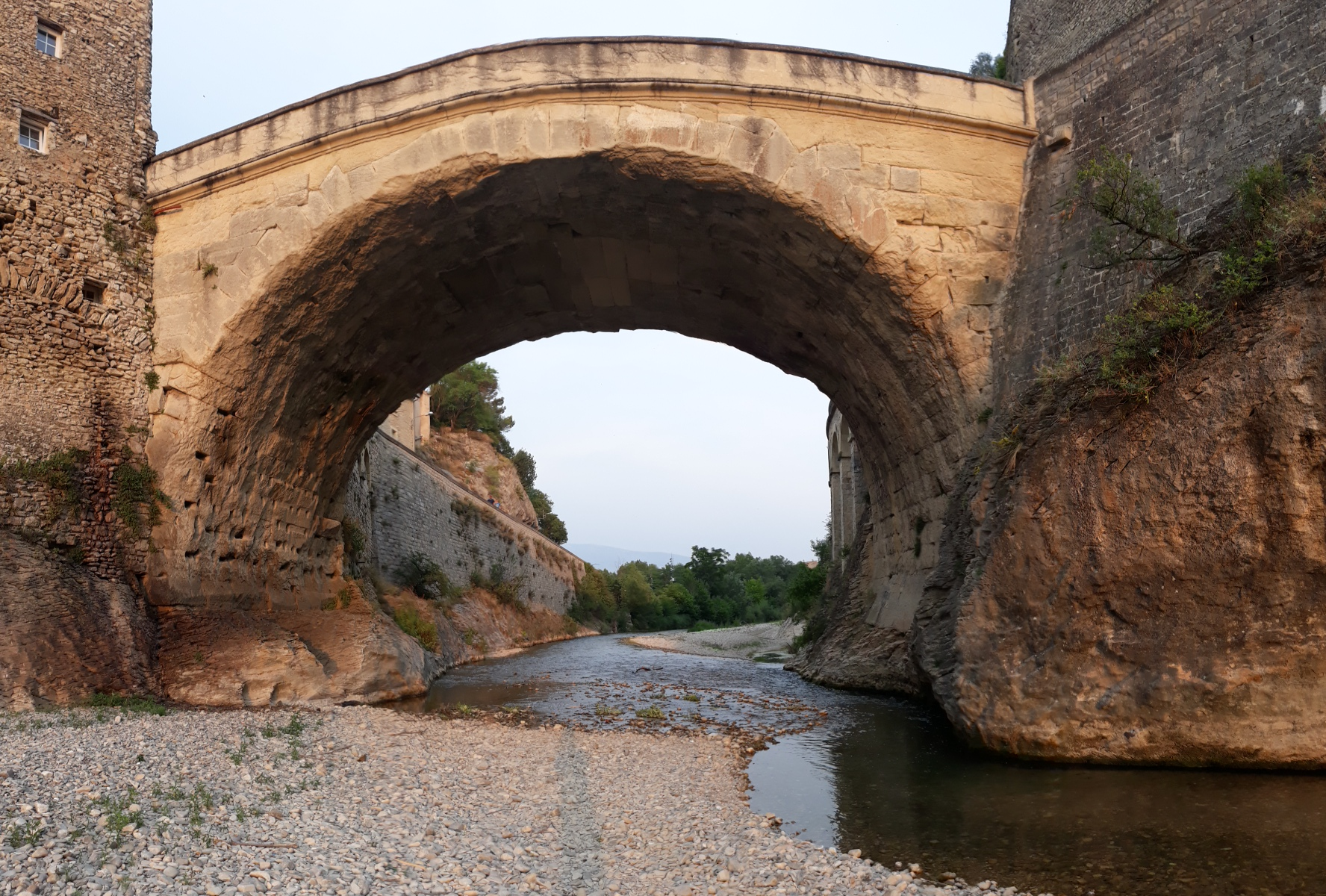

De Romeinse brug in Vaison-la-Romaine, een stad in het Franse departement Vaucluse, dateert van de 1e eeuw. De naam van de stad in het Romeinse Rijk was Vasio Vocontiorum, wat verwijst naar de Vocontii, het Gallo-Romeinse volk in de streek.
De brug overspant de rivier Ouvèze op een plaats waar hij het minst breed is. De Ouvèze was in de Romeinse tijd druk gebruikt als handelsweg; vakverenigingen van bootslui organiseerden het vervoer over de Ouvèze naar de Rhône. De brug heeft een lengte van 17,2 meter en is 9 meter breed.
De brug is een toeristische attractie en is in redelijk goede staat gebleven sinds de Romeinse Tijd, ondanks overstromingen en modderstromen in de Ouvèze. Tijdens de Middeleeuwen was het de enige toegang tot de bovenstad. 
In 1840 werd de Romeinse brug erkend als monument historique van Frankrijk. Tijdens de Tweede Wereldoorlog beschadigde Duits dynamiet de onderzijde, doch dit werd in de jaren 1950 hersteld.